# Porzana fluminea
La polluela australiana (Porzana fluminea) es una especie de ave gruiforme de la familia Rallidae endémica de Australia.

## Distribución y hábitat
Ocupa principalmente el sureste del continente australiano, aunque existen poblaciones diseminadas por toda Australia, incluida la isla de Tasmania. Su hábitat son los humedales abiertos de aguas someras, marismas y cañaverales denso o zona de vegetación flotante de masas de agua, dulce o salobre, incluidos lagos, pantanos y ciénagas.